# Italo-algerini

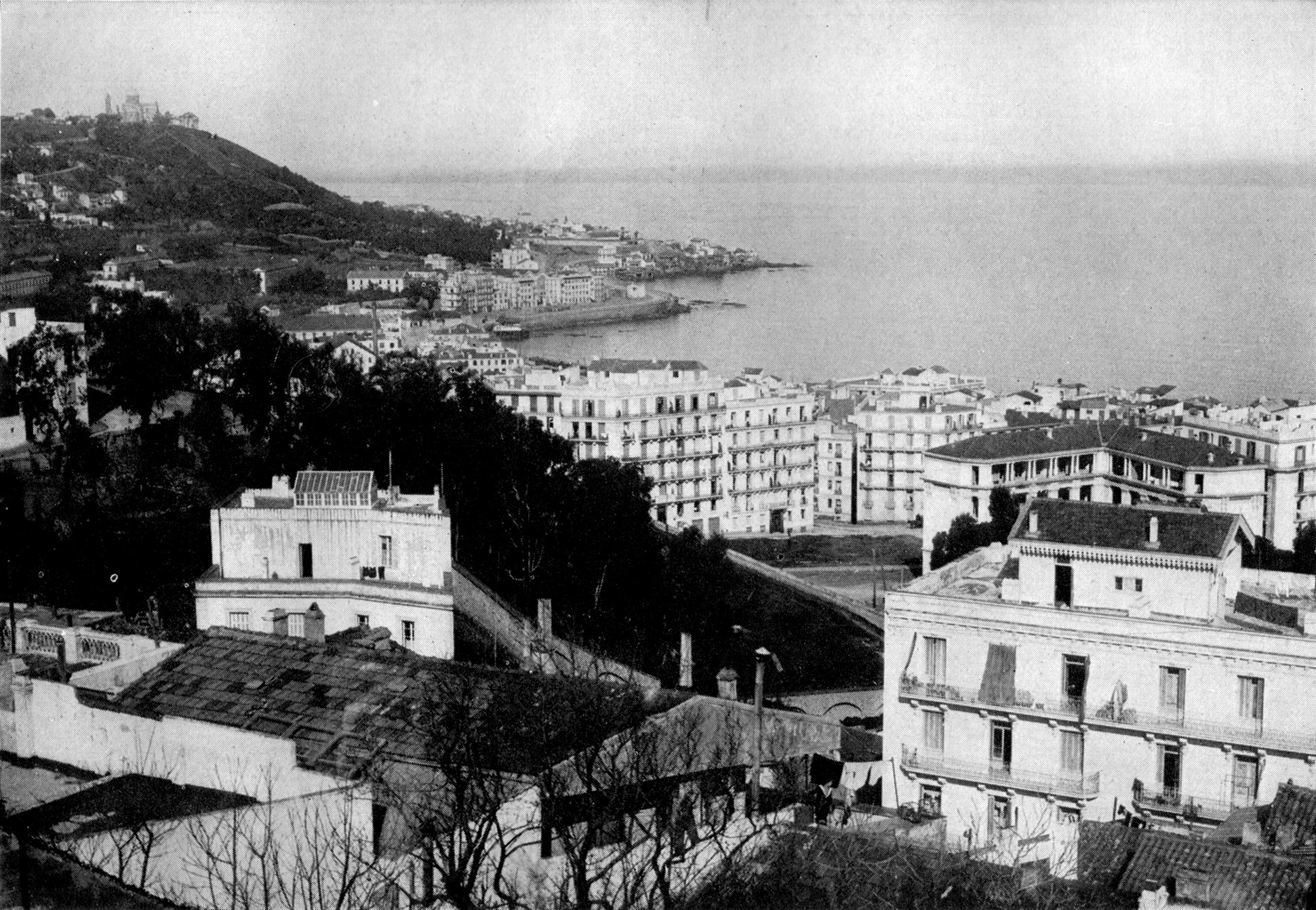
Algeri nel 1921

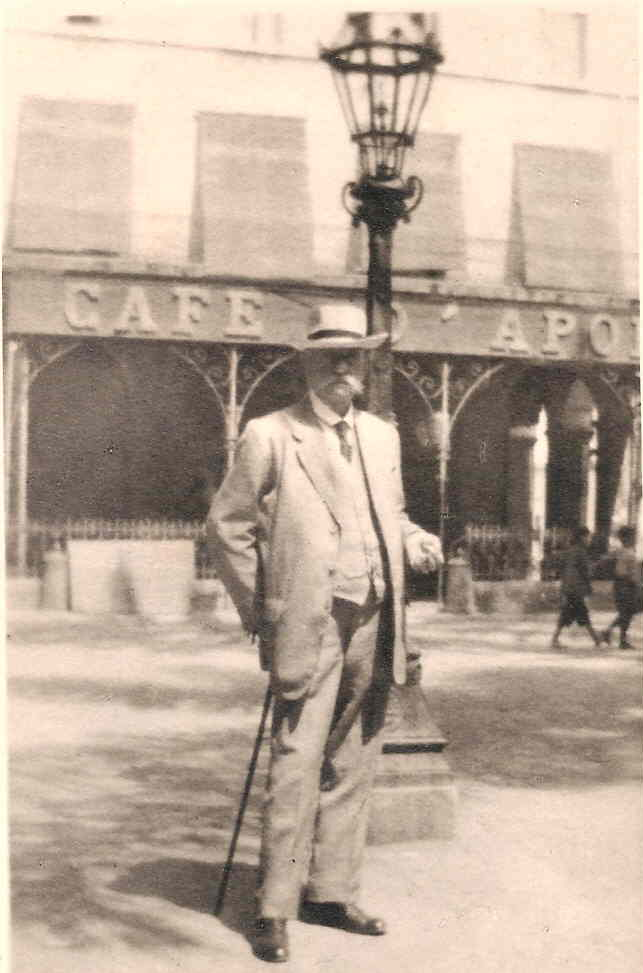
Giacomo D'Angelis, fondatore dello storico Hotel D'Angelis di Algeri, 1919

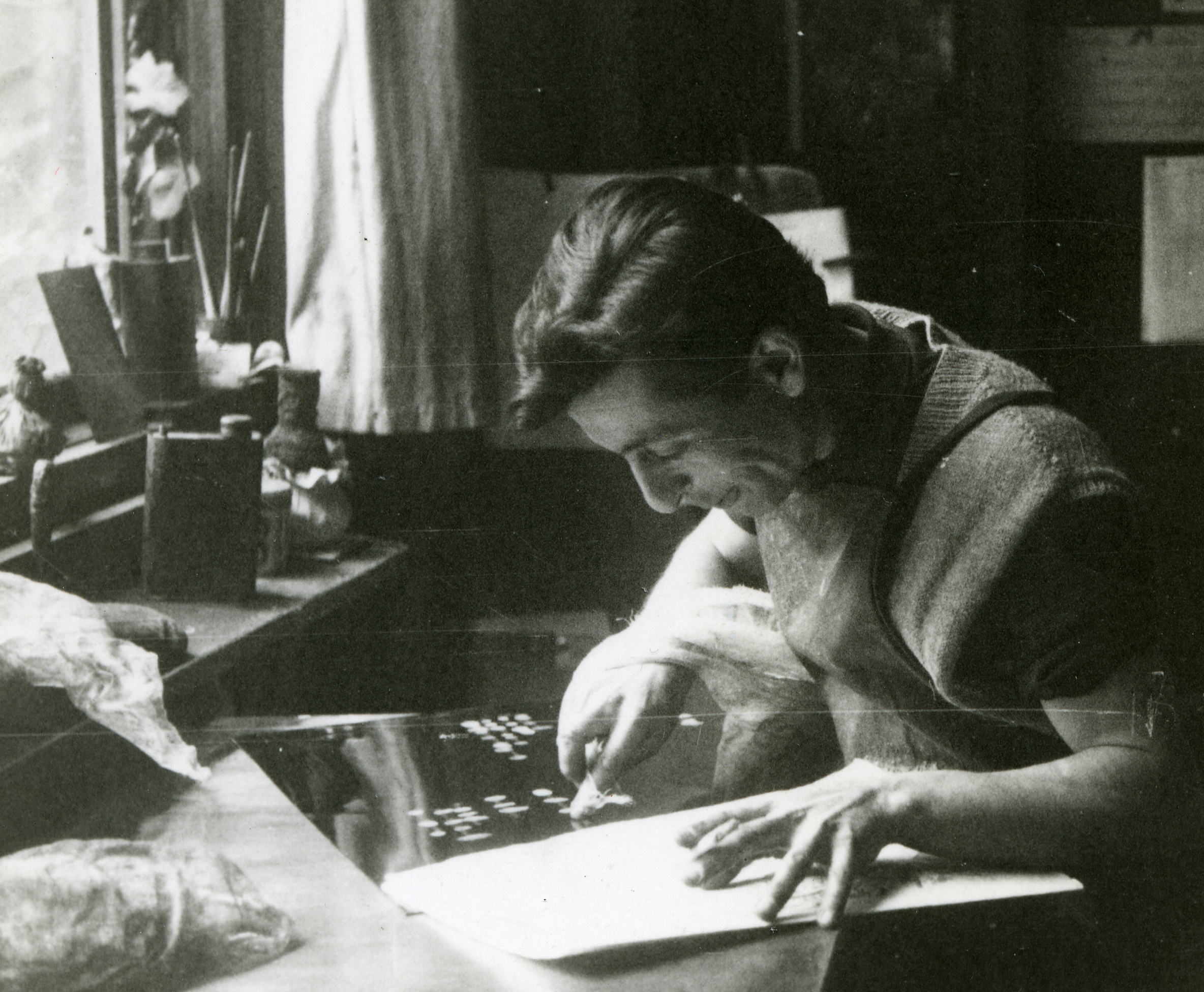
Marcel Fiorini, pittore ed artista italo-algerino

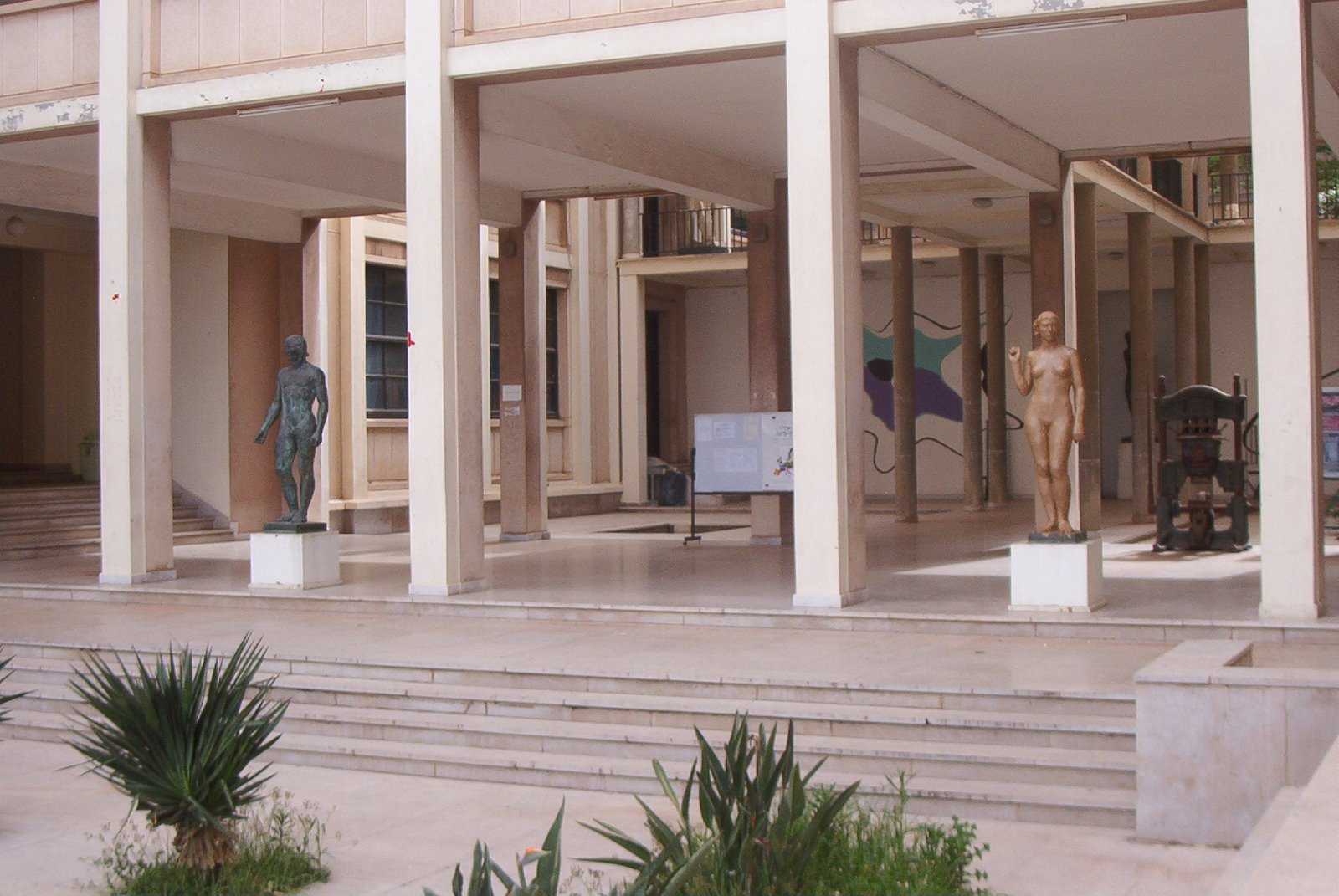
Statue di Paul Belmondo alla Scuola di Belle Arti di Algeri

Gli Italo-algerini sono gli italiani emigrati in Algeria negli ultimi secoli e i loro discendenti.

## Storia
La prima presenza italiana in Algeria risale ai tempi delle repubbliche marinare italiane, quando alcuni mercanti veneziani si stabilirono sulla costa centrale magrebina.
I primi italiani si radicarono ad Algeri e nell'oriente dell'Algeria, specialmente a Bona e Costantina. Una piccola minoranza andò ad Orano, dove da molti secoli era consistente la comunità spagnola. Questi primi italiani (calcolati in circa un migliaio) erano commercianti ed artigiani, con una piccola presenza di contadini.
Quando la Francia occupò l'Algeria nel 1830, vi contò nel suo primo censimento (fatto nel 1833) oltre 1.100 italiani, concentrati ad Algeri ed a Bona.
Con l'arrivo dei francesi il flusso migratorio dall'Italia crebbe considerevolmente: nel 1855 gli italiani erano cresciuti a 9.000.
Bona fu uno dei maggiori centri di insediamento degli italiani in Algeria. Tra il 1850 ed il 1880 vi si insediò una comunità di pescatori di corallo provenienti dalla Liguria, dalla Toscana e dalla Campania..
Dalla creazione del Regno d'Italia nel 1861 l'amministrazione coloniale francese iniziò una politica volta a limitare la presenza italiana nella colonia.
Nel 1889 fu concessa la cittadinanza francese agli stranieri residenti, in gran parte coloni provenienti dalla Spagna o dall'Italia, così da unificare tutti i coloni europei (pieds-noirs) nel consenso politico per un'"Algérie française" 
Questa assimilazione degli italo-algerini era dovuta alla preoccupazione francese di aumentare la presenza numerica europea nell'Algeria da poco conquistata  e al contempo limitare e prevenire le aspirazioni del colonialismo italiano nella vicina Tunisia e possibilmente anche nell'Algeria..
Nel censimento del 1906 12.000 italiani in Algeria si registrarono come francesi naturalizzati, dimostrando un atteggiamento ben diverso da quello degli italo-tunisini, molto più sensibili al legame irredentista alla madrepatria. 
Anche il fascismo fece ben pochi proseliti in Algeria. 
Dopo la seconda guerra mondiale gli italo-algerini seguirono le sorti dei pieds-noirs francesi, specialmente negli anni della guerra d'Algeria.
Ancora negli anni sessanta, subito dopo l'indipendenza dell'Algeria dalla Francia, la comunità italiana aveva una consistenza di circa 9.000 persone, quasi tutte residenti nella capitale.
Vi sono 2.000 italo-algerini in Algeria (includendo gli Algerini con doppia cittadinanza), dei quali solamente poche centinaia sono discendenti dai vecchi coloni. L'AIRE (Anagrafe degli italiani residenti all'estero) registrava solo 608 italiani ufficialmente residenti nel 2007, scesi a 699 nel 2012.
I pochi membri della comunità italiana rimasta ad Algeri hanno a disposizione una scuola (intitolata "Roma") e un circolo.

## Associazionismo
Alcune iniziative di volontariato associativo - promosse anche da ditte italiane operanti in Algeria - sono state portate avanti negli ultimi anni (quale l'Associazione Abruzzesi in Algeria, dal 1979 l'Associazione Italiani all'Estero/delegazione di Algeri, il Comitato Tricolore Italiani nel Mondo e dal 2004 l'Associazione Azzurri nel mondo).

## Lingua e religione
Gli italo-algerini delle nuove generazioni sono equiparati agli algerini e la maggior parte di loro parla solo arabo e francese, conoscendo solo qualche parola di italiano. Come religione, la maggior parte delle giovani generazioni è cattolica, mentre solo pochi giovani si sono convertiti all'Islam.